# پیداباله‌ها
پیداباله‌ها (نام علمی: Phaneroptera) نام یک سرده از زیرخانواده جیرجیرک‌های پیداباله است.